# Eleanor Tomlinson
Eleanor May Tomlinson (Beverley, 19 maggio 1992) è un'attrice britannica.

## Biografia
Eleanor Tomlinson nasce nel 1992 a Beverley, una cittadina della contea East Riding of Yorkshire, in Inghilterra. Debutta nel mondo della televisione a soli quindici anni, interpretando un ruolo da copertura nel film per la TV inglese Falling. 
Due anni dopo, ottiene la parte di Sophie giovane nel film thriller di Neil Burger The Illusionist - L'illusionista, con Edward Norton e Jessica Biel. Nel 2008 è apparsa nel film per la TV britannica, Il mio amico Einstein, trasmesso in prima visione durante l'autunno, e a una commedia adolescenziale anch'essa interamente inglese, La mia vita è un disastro.
Nel 2010 interpreta Fiona Chataway, un personaggio marginale creato da Linda Woolverton per Alice in Wonderland di Tim Burton, che appare nelle sequenze iniziali del film, prima che Alice cada nella tana del coniglio. A questa interpretazione segue la partecipazione in The Lost Future, diretto da Mikael Salomon.
Nel 2013 partecipa nel film Educazione Siberiana di Gabriele Salvatores, nel ruolo di Xenja, una ragazza malata mentale che si innamorerà di Kolima, il protagonista. Subito dopo recita in Il cacciatore di giganti di Bryan Singer, con il ruolo di protagonista femminile.
Nel 2013 interpreta Lady Isabella Neville, nella miniserie Starz The White Queen, tratta dai romanzi di Philippa Gregory.
Dal 2015 interpreta Demelza Carne nella serie BBC Poldark a fianco di Aidan Turner.
Nel 2019 è protagonista, nel ruolo di Amy, della miniserie La guerra dei mondi.
Nel 2022 sposa il giocatore di rugby Will Owen.

## Filmografia

### Attrice

#### Cinema
- The Illusionist - L'illusionista (The Illusionist), regia di Neil Burger (2006)
- La mia vita è un disastro (Angus, Thongs and Perfect Snogging), regia di Gurinder Chadha (2008)
- Alice in Wonderland, regia di Tim Burton (2010)
- Educazione siberiana, regia di Gabriele Salvatores (2013)
- Il cacciatore di giganti (Jack the Giant Slayer), regia di Bryan Singer (2013)
- Styria, regia di Mauricio Chernovetzky e Mark Devendorf (2014)
- A Stranger Kind, regia di Oliver Murray - cortometraggio (2015)
- Alleycats, regia di Ian Bonhote (2016)
- Colette, regia di Wash Westmoreland (2018)
- Un amore e mille matrimoni (Love Wedding Repeat), regia di Dean Craig (2020)

#### Televisione
- Falling, regia di Tristram Powell – film TV (2005)
- Il mio amico Einstein (Einstein and Eddington), regia di Philip Martin – film TV (2008)
- Le avventure di Sarah Jane (The Sarah Jane Adventures) – serie TV, 2 episodi (2009)
- The Lost Future, regia di Mikael Salomon – film TV (2010)
- The White Queen – miniserie TV, 7 puntate (2013)
- Poirot (Agatha Christie's Poirot) – serie TV, episodio 13x04 (2013)
- I misteri di Pemberley (Death Comes to Pemberley) – miniserie TV, 3 puntate (2013)
- Poldark – serie TV, 43 episodi (2015-2019)
- Le due verità (Ordeal by Innocence) – miniserie TV, 3 puntate (2018)
- La guerra dei mondi (The War of the Worlds) – miniserie TV, 3 puntate (2019)
- The Nevers – serie TV, 5 episodi (2021-2023)
- Intergalactic – serie TV, 8 episodi (2021)
- The Outlaws – serie TV, 12 episodi (2021)
- A Small Light, regia di Susanna Fogel, Lesile Hope e Tony Phelan – miniserie TV, 3 puntate (2023)
- La coppia della porta accanto (The Couple Next Door), regia di Dries Vos – miniserie TV (2023)

### Doppiatrice
- Revolution: New Art for a New World, regia di Margy Kinmonth (2016)
- Loving Vincent, regia di Dorota Kobiela e Hugh Welchman (2017)

## Doppiatrici italiane
Nelle versioni in italiano delle opere in cui ha recitato, Eleanor Tomlinson è stata doppiata da:
- Elena Perino in Poldark, I misteri di Pemberley, La guerra dei mondi, Un amore e mille matrimoni, The Nevers, Intergalactic, La coppia della porta accanto
- Francesca Manicone in The White Queen, Poirot, Le due verità
- Gemma Donati in Alice in Wonderland, Il cacciatore di giganti
- Virginia Brunetti in The Illusionist - L'illusionista
- Cristiana Capotondi in Educazione siberiana
- Ludovica De Caro in Alleycats
- Veronica Puccio in Loving Vincent
- Federica De Bortoli in Colette
- Martina Felli in A Small Light